# Ferdinand Tönnies

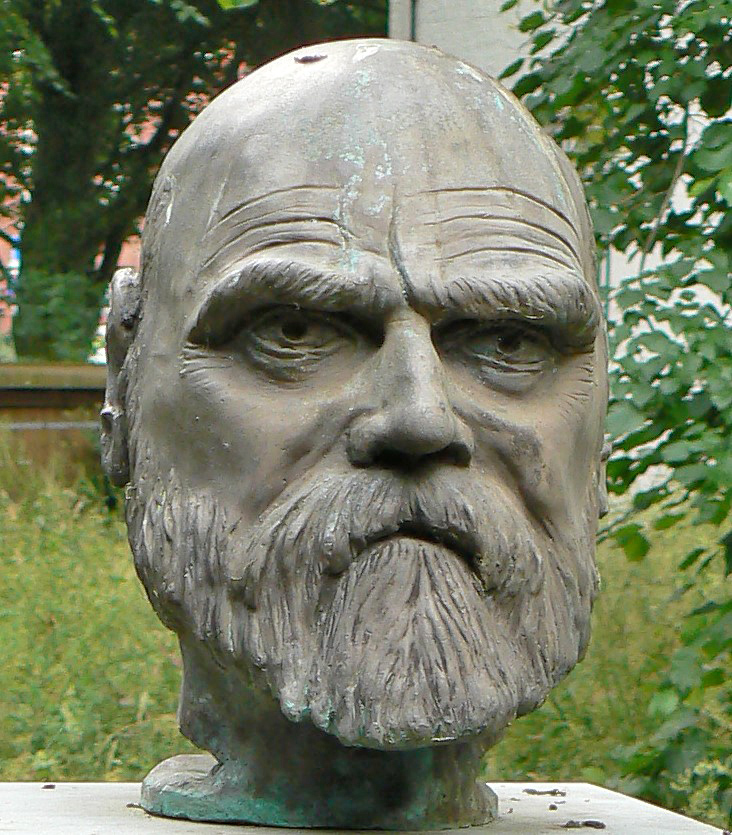
Ferdinand Tönnies

Ferdinand Tönnies (26 de juliol de 1855, prop d'Oldenswort (Amt Eiderstedt) - 9 d'abril de 1936, Kiel, Alemanya), va ser un sociòleg alemany, original de Frísia Septentrional.

## Biografia
Va nàixer al si d'una família rica a Slesvig-Holstein, que llavors era baix domini danés. Va estudiar a les universitats de Jena, Bonn, Leipzig, Berlín, i Tübingen. Va rebre el doctorat a Tübingen el 1877. Les seues vinculacions amb el socialisme provocaren que fins a 1913 no entrara a formar part del cos de professors universitaris. Professor a la Universitat de Kiel, de la que va ser expulsat pels nazis el 1933, per les crítiques que els dirigia als seus escrits.

## Obra
Tönnies va publicar més de 900 treballs i va fer aportacions rellevants a moltes àrees de la sociologia i la filosofia. Va encunyar el terme Voluntarisme i amb els seus escrits de teoria sociològica va aconseguir importants avanços conceptuals. També va contribuir a l'estudi del canvi social, molt especialment sobre l'opinió pública, tecnologia, el crim i el suïcidi. Mostrà molt d'interés per qüestions metodològiques, especialment de l'estadística i de la investigació sociològica.
Va introduir la distinció entre sociologia pura, sociologia aplicada i sociologia empírica. La primera es dedicava al sistema de conceptes per la comprensió dels fenòmens empírics; la segona, es dedicava a l'aplicació dels conceptes de la sociologia pura als fenòmens històrics contemporanis; i, finalment, la tercera procedia amb l'aplicació de mètodes empírics i inductius.
La seua aportació més coneguda es deriva de la seua obra Comunitat i associació (Gemeinschaft und Gesellschaft -1887-). En aquesta obra, Tönnies elabora una concepció dualista de la societat, que apareix sota les formes de comunitat i d'associació, dues formes que no són contradictòries o antitètiques, sinó complementàries. Les comunitats (Gemeinschaften) són agrupacions basades en relacions afectives, personals, en les quals les relacions socials més rellevants són les del parentiu, la fraternitat, l'amistat, el matrimoni: la raó d'ésser d'aquesta mena de relacions està en elles mateixes. Per l'altra part, les associacions (Gesellschaften) són organitzades racionalment per a l'obtenció de determinades finalitats: empreses, ministeris,... són agrupacions regides per l'interés i el càlcul racional. Aquesta aportació va tindre una influència molt rellevant i la distinció de Charles Cooley entre grups primaris i grups secundaris, així com les distincions entre socialització primària i socialització secundària li deuen molt a la distinció inicial de Tönnies entre comunitat i associació.
Va ser cofundador, junt a Georg Simmel i Max Weber de l'Associació Alemanya de Sociologia

### Principals obres publicades
- Tönnies, F. (1887) Gemeinschaft und Gesellschaft (Edició catalana: Comunitat i associació. Barcelona: Edicions 62, 1984)
- Tönnies, F. (1910) Thomas Hobbes, der Mann und der Denker
- Tönnies, F. (1922) Kritik der öffentlichen Meinung
- Tönnies, F. (1924, 1926, 1929) Soziologische Studien und Kritiken
- Tönnies, F. (1931) Einführung in die Soziologie
- Tönnies, F. (1935) Geist der Neuzeit